# Biosfera 2
Biosfera 2 (Biosphere 2) è una struttura di ricerca scientifica sul "sistema Terra" che si trova in Arizona. È stata costruita per fungere da centro di ricerca, di sensibilizzazione, di insegnamento e di apprendimento continuo sulla Terra, sui suoi sistemi viventi e sul posto che occupa nell'universo. È una struttura di 3,14 acri (1,27 ettari)  originariamente costruita per essere fisicamente un "sistema ecologico chiuso" artificiale, o vivarium. Ad oggi resta il più grande sistema ecologico chiuso mai creato.

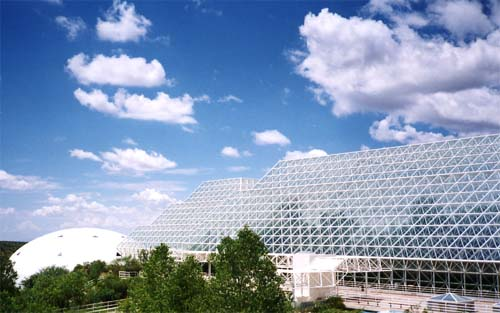
Biosfera 2

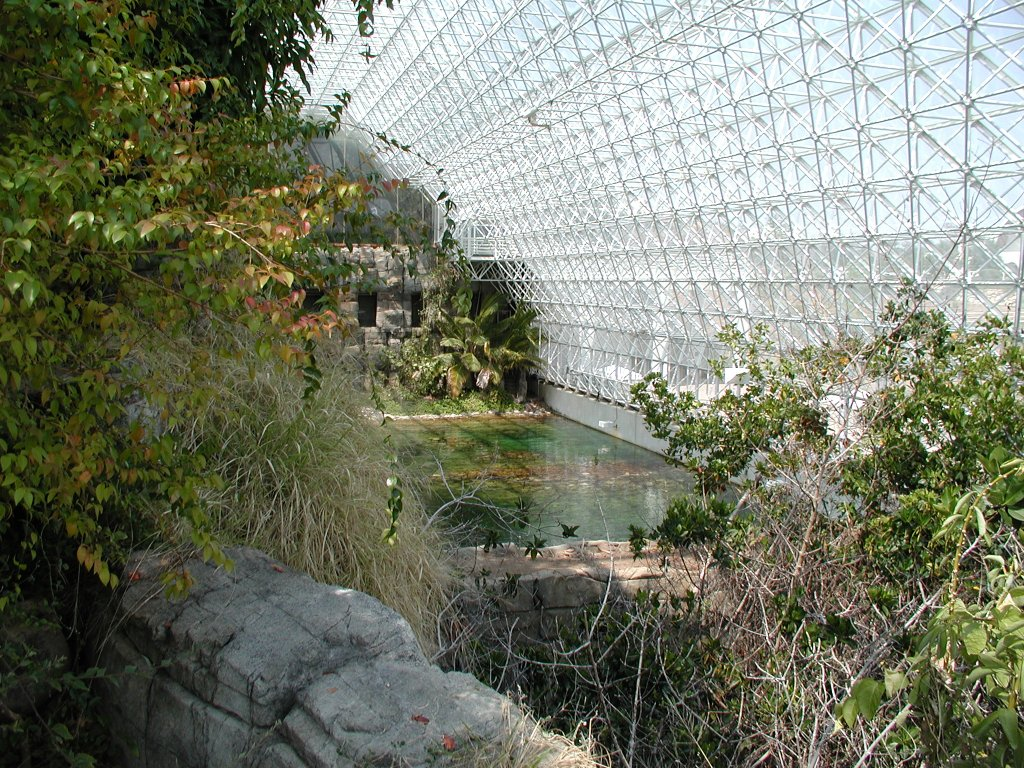
Interno, in primo piano la savana

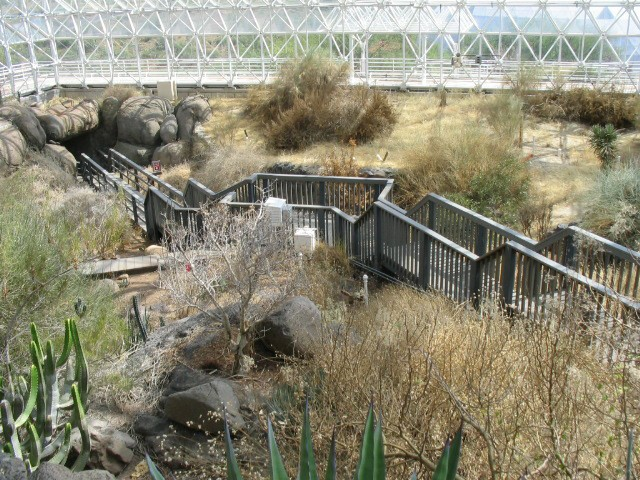
Il deserto

Costruita tra il 1987 e il 1991, la Biosfera 2 (il 2 deriva dal fatto che la biosfera 1 è quella che avvolge la Terra) è una struttura progettata per contenere un ecosistema completo e autosufficiente, al fine di studiare applicazioni per una futura colonizzazione spaziale, ma anche la crescita di piante e animali, i cicli vitali dei più diversi organismi viventi, il riciclo di aria e acqua e così via.
La struttura è nata dalla convinzione, attuale anche oggi, che la Biosfera sia un ambiente chiuso del quale vanno esplorati i cicli di feedback in un esperimento controllato. La fondatrice e iniziale proprietaria del complesso era la Space Biosphere Ventures (SBV).
Grande più o meno quanto un campo da calcio, la Biosfera 2 è a Oracle, in Arizona, su un'area di 12.700 m² e il suo mantenimento finora è costato 200 milioni di dollari. Al suo interno vi sono una barriera corallina, una foresta di mangrovie, una savana, un deserto, un sistema di campi coltivati e una zona destinata alle abitazioni e ai laboratori. La prima missione, durata dal 1991 al 1993, è stata quella guidata da Roy Walford, sostenitore della restrizione calorica come chiave di accesso alla longevità; alla sua uscita, Walford ha pubblicato un best seller mondiale intitolato Vivere 120 anni.
L'esperimento però ha portato a risultati anche inattesi quali un tasso insolitamente alto di anidride carbonica prodotta dai batteri presenti, che ha causato la morte di molte piante e, secondo alcuni, è stato all'origine della malattia neuro-degenerativa che portò Walford alla morte nel 2004, la sclerosi laterale amiotrofica (SLA). La missione è stata accompagnata e seguita da polemiche riguardanti il rigore scientifico con il quale il progetto è stato gestito. Caso esemplare quello della immissione di ossigeno in Biosfera 2 avvenuta nel 1993, prima negata e poi confermata da SBV.
La seconda missione, nel 1994, ha dato un contributo non previsto alla psicologia che studia il conflitto in gruppi isolati di umani: dopo solo 32 giorni i membri hanno litigato furiosamente, alcuni hanno sabotato la biosfera aprendo porte e pannelli, e violandone così l'integrità. Dopo tre mesi la missione è stata interrotta.
La Columbia University ha amministrato e utilizzato Biosfera 2 dal 1995 al 2003 per studi scientifici sulla sensibilità climatica. 
In seguito la Biosfera 2 è stata trasformata in un'attrazione turistica. L'edificio non è più pressurizzato dalla metà del 2006.
Alla fine di giugno 2007 l'università dell'Arizona ha annunciato che acquisirà la struttura e riprenderà gli esperimenti scientifici.